# U-446 (tàu ngầm Đức)
U-446 là một tàu ngầm tấn công  Lớp Type VII thuộc phân lớp Type VIIC được Hải quân Đức Quốc Xã chế tạo trong Chiến tranh Thế giới thứ hai. Nó nhập biên chế năm 1942, nhưng đang khi huấn luyện đã bị đắm do trúng thủy lôi trong vịnh Danzig vào tháng 9, 1942. Sau khi được trục vớt và sửa chữa, con tàu chỉ được sử dụng để thử nghiệm các vụ nổ, và khi Thế Chiến II đi vào giai đoạn kết thúc, U-446 bị đánh đắm gần Kiel trong khuôn khổ Chiến dịch Regenbogen vào ngày 3 tháng 5, 1945 để tránh bị lọt vào tay lực lượng Đồng Minh.

## Thiết kế và chế tạo

### Thiết kế

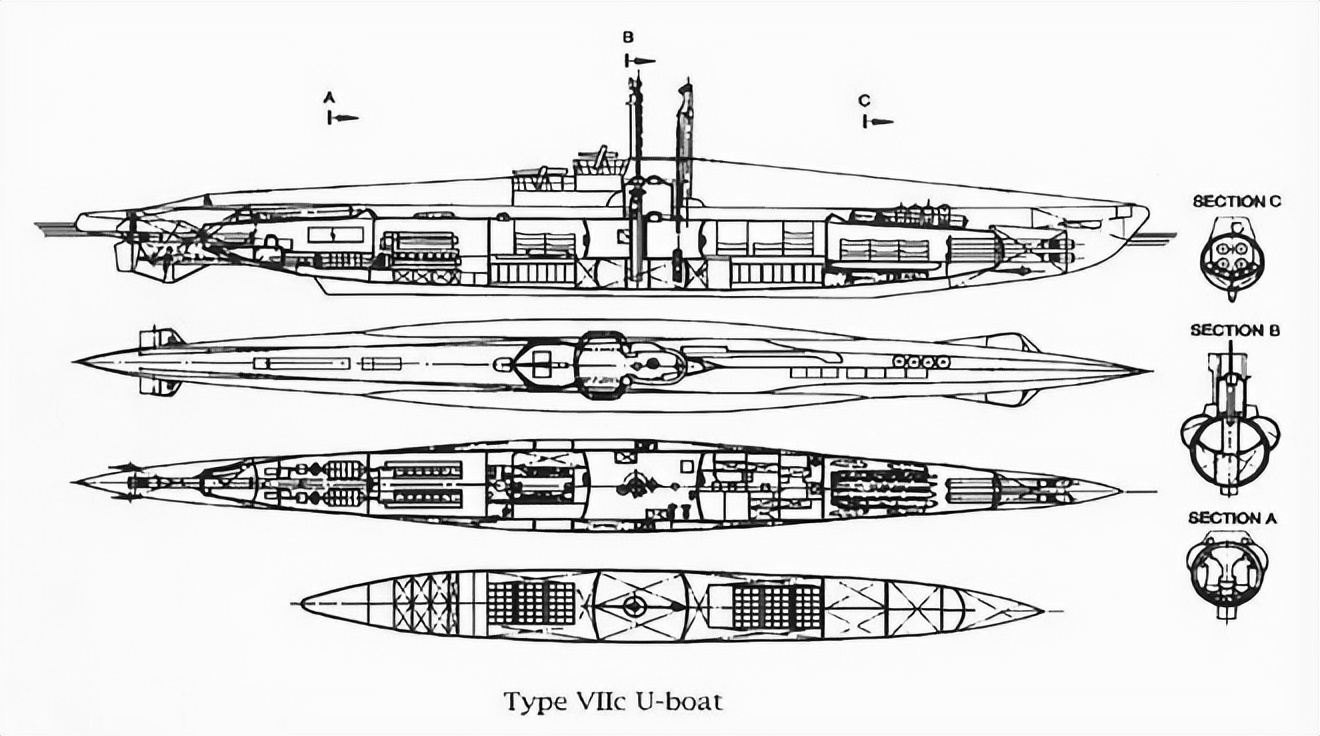
Sơ đồ các mặt cắt một tàu ngầm Type VIIC

Phân lớp VIIC của Tàu ngầm Type VII là một phiên bản VIIB được kéo dài thêm. Chúng có trọng lượng choán nước 769 t (757 tấn Anh) khi nổi và 871 t (857 tấn Anh) khi lặn). Con tàu có chiều dài chung 67,10 m (220 ft 2 in), lớp vỏ trong chịu áp lực dài 50,50 m (165 ft 8 in), mạn tàu rộng 6,20 m (20 ft 4 in), chiều cao 9,60 m (31 ft 6 in) và mớn nước 4,74 m (15 ft 7 in).
Chúng trang bị hai động cơ diesel Germaniawerft F46 siêu tăng áp 6-xy lanh 4 thì, tổng công suất 2.800–3.200 PS (2.100–2.400 kW; 2.800–3.200 bhp), dẫn động hai trục chân vịt đường kính 1,23 m (4,0 ft), cho phép đạt tốc độ tối đa 17,7 kn (32,8 km/h), và tầm hoạt động tối đa 8.500 nmi (15.700 km) khi đi tốc độ đường trường 10 kn (19 km/h). Khi đi ngầm dưới nước, chúng sử dụng hai động cơ/máy phát điện Garbe, Lahmeyer & Co. RP 137/c  tổng công suất 750 PS (550 kW; 740 shp). Tốc độ tối đa khi lặn là 7,6 kn (14,1 km/h), và tầm hoạt động 80 nmi (150 km) ở tốc độ 4 kn (7,4 km/h). Con tàu có khả năng lặn sâu đến 230 m (750 ft).
Vũ khí trang bị có năm ống phóng ngư lôi 53,3 cm (21 in), bao gồm bốn ống trước mũi và một ống phía đuôi, và mang theo tổng cộng 14 quả ngư lôi, hoặc tối đa 22 quả thủy lôi TMA, hoặc 33 quả TMB. Tàu ngầm Type VIIC bố trí một hải pháo 8,8 cm SK C/35 cùng một pháo phòng không 2 cm (0,79 in) trên boong tàu. Thủy thủ đoàn bao gồm 4 sĩ quan và 40-56 thủy thủ.

### Chế tạo
U-446 được đặt hàng vào ngày 6 tháng 8, 1940, và được đặt lườn tại xưởng tàu Schichau-Werke ở Danzig (nay là Gdańsk thuộc Ba Lan) vào ngày 9 tháng 4, 1941. Nó được hạ thủy vào ngày 11 tháng 4, 1942, và nhập biên chế cùng Hải quân Đức Quốc Xã vào ngày 20 tháng 6, 1942 dưới quyền chỉ huy của Hạm trưởng, Trung úy Hải quân Hellmuth-Bert Richard.

## Lịch sử hoạt động
Đang khi hoạt động huấn luyện trong thành phần Chi hạm đội U-boat 8, U-446 bị đắm do trúng thủy lôi trong vịnh Danzig, gần Kahlberg (nay là Krynica Morska thuộc Ba Lan) vào ngày 21 tháng 9, 1942. 23 người đã thiệt mạng trong vụ đắm tàu, và có 18 người sống sót được cứu vớt.
Sau khi được trục vớt vào ngày 1 tháng 11, 1942, U-446 không được đưa vào hoạt động. Sau khi xuất biên chế vào ngày 12 tháng 11, 1942, con tàu được đưa đến  Lübeck để thử nghiệm các vụ nổ. Khi Thế Chiến II đi vào giai đoạn kết thúc, trong khuôn khổ Chiến dịch Regenbogen, U-446 bị đánh đắm gần Kiel vào ngày 3 tháng 5, 1945, tại tọa độ 54°19′B 10°09′Đ / 54,317°B 10,15°Đ, để tránh bị lọt vào tay lực lượng Đồng Minh.
Sau chiến tranh xác tàu đắm được trục vớt và tháo dỡ vào năm 1947.